# م‌ب (ترانه)
«م‌ب» (به انگلیسی: FMU) (کوته‌نوشت «منو بگا» (به انگلیسی: Fuck Me Up) ترانه‌ای از خوانندهٔ آمریکایی بروک کندی به‌همراهٔ رپر آمریکایی ریکو نستی می‌باشد که در ۲۱ اکتبر سال ۲۰۱۹ از سوی نوکس به‌عنوان سومین و آخرین تک‌آهنگ از نخستین آلبوم کندی تحت عنوان سکسورسیسم منتشر گردید و به‌طور کلی بیست و سومین تک‌آهنگ او می‌باشد.